# Avatar (novela)

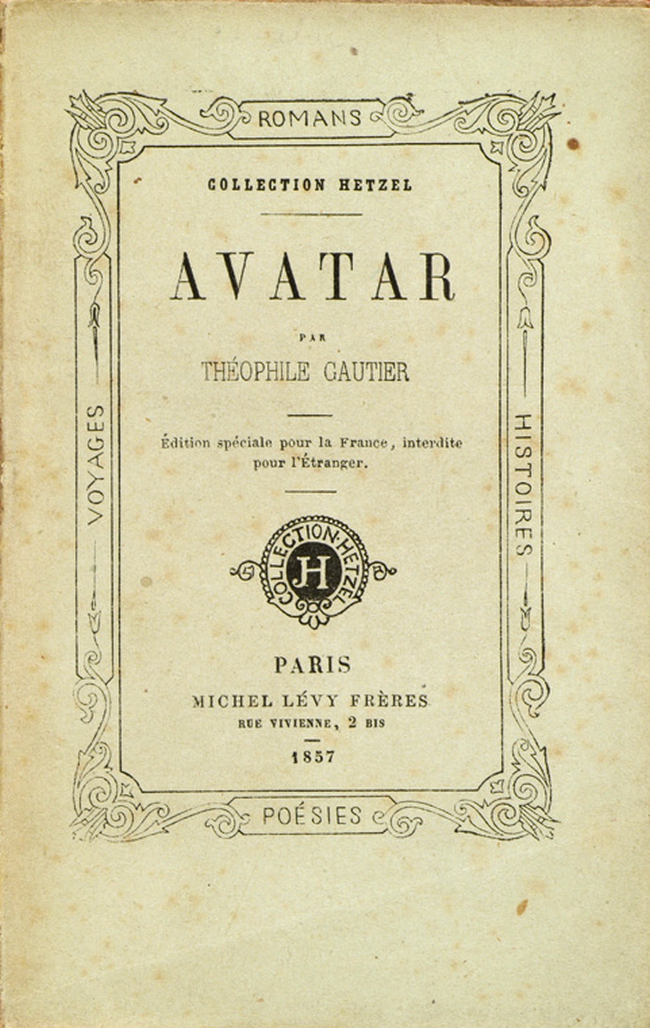
Frontispício da edição francesa de 1857.

Avatar é o título de uma novela do escritor francês Théophile Gautier, publicada originalmente em o jornal Le Moniteur Universel no período de 29 de fevereiro a 3 de abril de 1856.
Este texto é um exemplo de sua "prosa colorida, de um estilo personalíssimo (...) [com] descrições pródigas de cores e fantasia extraordinariamente fecunda".

## Análise da obra
Através da literatura o autor leva o leitor aos poucos a aceitar o fantástico como algo natural, usando deste recurso para romper com o habitual, o cotidiano.
Já no título, a palavra avatar remete à transformação, ao duplo, à pessoa adotando uma nova personalidade - além dos próprios conceitos que o termo ganhou ao se popularizar a partir da década de 1980 com a informática; avatar, no sânscrito, reporta à personificação de uma deidade e está ligada à figura de Vishnu, que é referida na obra, junto a outros conceitos que reportam ao hinduísmo, como "alma" e "magnetismo", que envolvem o leitor numa atmosfera de ocultismo e mistério.
A narrativa começa por mostrar o mal que sofre Octave (Otávio), descrevendo sua moradia de modo a explicar o sofrimento que demonstra por uma "ideia fixa", caracterizado pelo amor-paixão, inatingível, característico do romantismo; ao descrever o personagem Gautier realça, como é sua característica, a descrição de seus olhos.
A chegada do médico vindo do estrangeiro é o elemento que provoca a ruptura do ambiente comum em que vive o protagonista (Otávio) e com ele a introdução da realidade fantástica que este aprendera no Oriente; este então consegue que o jovem revele seu verdadeiro mal, confessando estar a "morrer de amor". A partir deste momento vê-se a criação da figura idealizada pelo amor do protagonista pela condessa que conhecera em Veneza, tanto nas suas formas físicas quanto nas manifestações do caráter: o objeto do amor deixa de ser real para se tornar ideal, levando portanto ao inatingível.
Para Ceserani o amor romântico surge a partir da queda do Antigo Regime, onde a crise da nobreza se junta à ideia de que o amor é imanente ao indivíduo, e é resultado da ideia do amor cortês com influência do pensamento católico e filosófico; o amor romântico ideal é aquele vivido pelo casal Labinski que, como duas gotas de orvalho numa folha que, ao escorrer, acabam por se anularem tornando uma só; por outro lado, quando não correspondido, acaba por tornar o indivíduo incompleto, fadado à morte, tal como o de Otávio.

## Enredo
A novela narra a troca de corpos entre Otávio de Saville e o conde Olaf Labinski; apaixonado pela esposa deste último, a bela condessa Prascóvia, Otávio definha sem poder ver concretizado seu desejo pela amada.
Através de artifícios do obscuro médico Baltazar Cherbonneu, que se especializara em práticas misteriosas do hinduísmo em pesquisas que o fizeram compreender os mistérios dos avatares de Vishnu, Otávio troca de corpo com o seu rival, na esperança de ver concretizado seu desejo.
A troca, contudo, não produz o efeito esperado: Pracóvia não mais reconhece seu amado esposo, agora possuído pela alma de seu admirador; o verdadeiro conde, revoltado com a troca, desafia o rival a um duelo mas, antes do embate, Otávio desiste de sua tentativa de conquista sobrenatural e lhe propõe uma destroca, indo ambos ao consultório do médico que lhes trocara de corpos.
Durante o procedimento que evocava uma "fórmula de Brahma Logum", Otávio não mais retorna ao seu corpo que, sem a alma, estaria morto; o médico Baltazar, então, vê a chance de voltar à juventude e faz, ele mesmo, a troca de seu corpo por aquele que ainda não perdera os sinais vitais, fazendo morrer o seu próprio.

### Excerto
De uma fala do médico Baltazar Cherbonneu:
_Não sou cientista, no sentido que aqui dão a essa palavra. Apenas estudei as potências ocultas, espreito a alma. O espírito é tudo, a matéria não existe, o universo talvez não passe de um sonho de Deus. O senhor já deve ter ouvido falar do espelho mágico, onde Mefistófeles fez o doutor Fausto ver a imagem de Helena. Queira curvar-se sobre essa inocente taça de água, e pense intensamente na pessoa que deseja ver. Viva ou morta, próxima ou distante, ela atenderá ao seu apelo, do outro lado do mundo ou da profundidade da História!